# Associazione Calcio Femminile Genova
L'Associazione Calcio Femminile Genova è stata una società calcistica femminile di Genova. Nata nel 1967, vinse il primo Campionato italiano di calcio femminile disputatosi nel 1968 battendo nella finale di Pisa la Roma.
Il simbolo della squadra era la croce di San Giorgio, simbolo della città di Genova; la divisa, che prende i colori dal gonfalone cittadino, era bianca bordata di rosso.
Il Genova diede l'addio alle scene calcistiche nazionali nel 1972, dopo che venne escluso dal campionato per aver rinunciato alla gara contro l'Aosta senza dare alcun preavviso al Comitato Nazionale Gare.

## Palmarès
- Campionato italiano: 1

1968